# Pál Patay (Archäologe)
Pál Patay, auch Pál von Patay, (* 8. Dezember 1914 in Budapest, Ungarn; † 4. Oktober 2020) war ein ungarischer Archäologe, Prähistoriker und Museumskurator.

## Leben und Wirken
Pál Patay wuchs in Acsa im Komitat Pest auf. Später besuchte er das Reformierte Gymnasium in Budapest, das er 1932 abschloss. 1929 begann er, sich nach einem Besuch bei einem Onkel in Taktabáj für archäologische Funde zu interessieren. Von 1932 bis 1935 studierte er zunächst Agrarwissenschaften an der Agrarwissenschaftlichen Universität Debrecen und schloss 1935 mit dem Diplom ab. 1933 begann er auf Empfehlung von Ferenc von Tompa zusätzlich mit einem Studium der Archäologie an der Péter-Pázmány-Universität in Budapest. 1938 schrieb er seine Diplomarbeit über frühbronzezeitliche Kulturen in Ungarn, konnte aber aufgrund der Mobilmachung der ungarischen Armee seine Prüfung erst nach Absolvierung des Militärdienstes Anfang 1939 ablegen. Danach wurde er unbezahlter Lehrassistent an der Universität Budapest, musste aber erneut zum Militärdienst. Anfang 1941 übernahm er nach dem Tod seines Vaters das Familiengrundstück, im September 1941 wurde er wieder zum Reservedienst einberufen. 1944 wurde er zum Leutnant der Reserve ernannt. Am 8. Februar 1945 kam er als Kriegsgefangener in mehrere Lager in der Sowjetunion und schließlich in das Kriegsgefangenenlager 270 nach Borowitschi. Von dort wurde er im Sommer 1947 entlassen.
Bis 1949 war Patay noch Dozent an der Universität Budapest, danach arbeitete er ab 1950 im Palóc-Museum in Balassagyarmat. 1957 ging er als Mitarbeiter an das Ungarische Nationalmuseum, wo er bis zu seiner Pensionierung im Jahr 1982 Kurator und Abteilungsleiter war. Später war er von 1993 bis 1995 noch einmal als wissenschaftlicher Berater tätig. Er beschäftigte sich vor allem mit der Kupfersteinzeit und der Bronzezeit. Er leitete mehrere Ausgrabungen, unter anderem in Berettyóújfalu, Alsótelekes, Tiszavalk, Tiszalúc und am Limes Sarmatiae.
Pál Patay begann 1951 während seiner Arbeit im Palóc-Museum, sich neben seiner archäologischen Forschung auch mit Glocken zu beschäftigen. Dazu bestieg er etwa 1300 Kirchtürme in Ungarn, führte Archivrecherchen durch und hatte so schließlich Daten von ungefähr 17.000 Glocken gesammelt. Aus dieser Arbeit entstand in den 1980er Jahren – vermittelt durch den Archäologen Albrecht Jockenhövel – der Kontakt zum Deutschen Glockenmuseum, in dessen wissenschaftlichen Rat er gewählt wurde. Er war Ehrenmitglied des Glockenmuseums.
Am 8. Dezember 2014 fand im Prunksaal des Ungarischen Nationalmuseums in Budapest ein Festakt anlässlich seines 100. Geburtstages statt, bis 2015 wurde die Ausstellung A Patay 100 – A magyar régészet élő történelme című (Patay 100 – Die Geschichte der ungarischen Archäologie) gezeigt. Zum 101. Geburtstag wurde er mit einer Zeremonie von der Agrarwissenschaftlichen Universität Debrecen geehrt.

## Mitgliedschaften
- ab 1931: Ungarische Archäologische und Kunsthistorische Gesellschaft[10]
- ab 1947: Union Internationale des Sciences Préhistoriques et Protohistoriques (bis 1984 im Conseil Permanent, ab 1984 im Conseil d’Honneur)[10]
- ab 1971: Korrespondierendes Mitglied des Deutschen Archäologischen Instituts[10]

## Auszeichnungen
- Bálint-Kuzsinszky-Medaille (1943), Ferenc-Móra-Medaille (1970), Flóris-Rómer-Medaille (1978), Ferenc-Széchényi-Medaille (1994)[10]
- 2004: Ritterkreuz des Ungarischen Verdienstordens[10]

## Schriften
Pál Patay verfasste dreizehn Monografien und über 100 weitere Arbeiten. In deutscher Sprache sind erschienen:
- Alte Glocken in Ungarn. Corvina, Budapest 1977, ISBN  978-963-13-0076-5.
- Das kupferzeitliche Gräberfeld von Tiszavalk-Kenderföld. Akadémiai Kiadó, Budapest 1978, ISBN 978-963-05-1462-0.
- mit Éva Garam, Sándor Soproni: Sarmatisches Wallsystem im Karpatenbecken. Ungarisches Nationalmuseum, Budapest 1983, ISBN 978-963-563-108-7.
- Kupferzeitliche Meißel, Beile und Äxte in Ungarn. Beck, München 1984, ISBN 978-3-406-09069-1.
- Die Bronzegefäße in Ungarn. Beck, München 1990, ISBN 978-3-406-33857-1.
- Kupferzeitliche Siedlung von Tiszalúc. Ungarisches Nationalmuseum, Budapest 2005, ISBN 978-963-7061-15-8.